# Tututunne
Tututunne.- /'people close to the water./ Jedna od sedam glavnih skupina Tututni Indijanaca koje je obitavalo pet ili 6 milja uzvodno od ušća Rogue Rivera u Oregonu. Bili su podijeljeni prema lokaciji u dvije skupine, jedna je zvana Tatre'tun, ili  "downriver" i druga Na'gutretun ili "upriver". Berreman (1937) kaže da su Tututunne pravi Tututni, u užem smislu.  –Jezično (porodica Athapaskan)i po kulturi srodni su plemenu Chasta Costa. Tututunne su prakticirali poligamiju, a udovice su žive zakapali u grobove svojih preminulih muževa. -Zbog neprijateljstava prema SAD godine 1856. preseljeni su na rezervat Siletz, gdje još možda imaju potomaka, ali su kao pleme nestali.